# 新千載和歌集
『新千載和歌集』（日语：しんせんざいわかしゅう）是室町時代由後光嚴天皇下令編撰而成的第十八本的勅撰和歌集。作者為二條為定。沒有序的部分。以春上下、夏、秋上下、冬、離別、羈旅、神祇、戀一二三四五、雜上中下、哀傷、慶賀等作為分類。其學習了『千載和歌集』、『續千載和歌集』的形式。因後光嚴天皇決定引入二條派的歌風，導致『新千載和歌集』以二條家的歌為多數。特色是有著簡單易懂的歌風。